# Nazionale maschile di beach soccer della Grecia
La nazionale di beach soccer della Grecia rappresenta la Grecia nelle competizioni internazionali di beach soccer.